# João de Sousa Calvet de Magalhães
João de Sousa Calvet Pinto de Magalhães (Lisboa, 14 de fevereiro de 1845 — Lisboa, 13 de janeiro de 1924), conhecido por Calvet de Magalhães, foi Ministro das Obras Públicas, Comércio e Indústria do governo presidido por Francisco Ferreira do Amaral (4 de Fevereiro a 25 de Dezembro de 1908).
Colaborou com o jornal humoristíssimo monárquico "A Paródia" editado em janeiro de 1923, em Lisboa.